# The Exile
The Exile é um filme estadunidense dirigido por Max Ophüls e produzido, escrito e estrelado por Douglas Fairbanks. Foi lançado em 17 de outubro de 1947 pela Universal-International Pictures.
O filme foi baseado em um romance de Cosmo Hamilton chamado His Majesty, the King.

## Elenco
- Douglas Fairbanks Jr. ...Charles Stuart (Carlos II de Inglaterra)
- Maria Montez ...Condessa Anabella de Courteuil
- Rita Corday ("Paule Croset") ...Katie
- Henry Daniell ...Coronel Ingram
- Nigel Bruce ...Sir Edward Hyde
- Robert Coote ...Dick Pinner
- Otto Waldis ...Jan
- Eldon Gorst ...Seymour
- Milton Owen ...Wilcox
- Colin Keith-Johnston ...Capitão Bristol
- Ben Wright ...Milbanke
- Colin Kenny ...Ross
- Peter Shaw ...Higson
- Will Stanton ...Tucket
- Charles Stevens ...pintor
- Harry Cording ...Roundhead (sem créditos)